# Star Wars The Clone Wars: Duelos con sables de luz
Star Wars Las Guerras Clon: Duelos con espadas de luz (en inglés Star Wars The Clone Wars: Lightsaber duels) es un videojuego para Wii del año 2008, desarrollado por Krome Studios y producido y distribuido por LucasArts. 
El videojuego tratará acerca de la película de Star Wars: The Clone Wars y la serie de televisión en 3D del mismo nombre. 
Como su título lo dice, el videojuego incorporará los personajes más emblemáticos, tanto como de la película como de la serie de televisión de Cartoon Network, tales como Anakin Skywalker, Obi-Wan Kenobi, Ahsoka Tano, Yoda, Asajj Ventress, el Conde Dooku, Luminara Unduli, Aayla Secura, Kit Fisto, Plo Koon y el General Grievous luchando entre sí.
LucasArts animation llamó a Nintendo para comunicarle un nuevo avance tecnológico usado únicamente por esta empresa junto a Krome Studios tanto en este juego como en Star Wars:La Fuerza Desencadenada y Traveler's Tales en Lego Star Wars. Se trata de una nueva y específica coordinación utilizada para el WiiMote que hará todos los movimientos según la persona los solicite. El videojuego se tratará simplemente de peleas con las espadas láser a través de variadas misiones, George Lucas habló con los jefes de Nintendo, debido a su interés de la creación de la consola, LucasArts anunció que en el futuro lanzaría más videojuegos para la plataforma y que rompería sus contratos con las otras empresas. Al igual se lanzó otro juego llamado Star Wars: The Clone Wars Jedi Alliance pero para el Nintendo DS. 